# Геодинамічне районування
Геодинамі́чне районува́ння - метод, що дозволяє встановити блокову структуру земної кори, визначити зони ризику в місцях активних розломів, тектонічно напружені зони, здійснювати розрахунки напруг, проникності, закономірності розподілу напруженого та газогідродинамічного станів та розробляти на цій основі рекомендації для проектування, будівництва та експлуатації різноманітних об'єктів нафтогазової та гірничо-хімічної промисловості, енергетики, транспорту тощо.